# Steve Bannon
Pour les articles homonymes, voir Bannon.
Stephen Bannon, dit Steve Bannon, né le 27 novembre 1953 à Norfolk (Virginie), ancien membre de la marine américaine (durant sept ans, de la fin des années 1970 et au début des années 1980) est un homme d'affaires (ancien banquier d'investissement, ayant travaillé deux ans pour Goldman Sachs). Il est ensuite dirigeant de médias, réalisateur et producteur exécutif de cinéma (18 films produits entre 1991 et 2016, dont un film louant l'ancien président Ronald Reagan, In the Face of Evil, et un film pro-Tea Party, Generation Zero). Parallèlement, il devient un militant conservateur et stratège politique de l'extrême droite, il se place en 2012 à la tête (président exécutif) de Breitbart News LLC, la société mère de Breitbart News, qu'il a cofondé en 2007 et qu'il décrit comme « la plate-forme de l'alt-right », une frange de l’extrême droite aux États-Unis. Également en 2012, il cofonde GIA, qu'il présente comme journal d'investigation politique. Dans les années 2010, il joue un rôle important de conseiller politique de la droite américaine, puis de pays européens.
En 2016, il abandonne la présidence de Breitbart News LLC, après avoir, avec le Groupe SCL et le milliardaire Robert Mercer (informaticien pionnier dans le domaine de l'intelligence artificielle) contribué à créer l'officine Cambridge Analytica et sa société-sœur AggregateIQ. La même année, il est nommé directeur exécutif de la campagne présidentielle de Donald Trump. Après la victoire de celui-ci, il est nommé par Trump au poste, nouvellement créé, de « conseiller stratégique du président des États-Unis », puis limogé — il n'y est en fonction que sept mois, de janvier à août 2017. Mais, il rejoint Breitbart (comme président exécutif pour deux ans avant de démissionner) tout en poursuivant son engagement partisan : il soutient les candidats insurgés aux élections primaires républicaines, mais sans succès ; de même l'ancien juge en chef de la Cour suprême de l'Alabama, Roy Moore perd les élections sénatoriales américaines de 2017 en Alabama face au démocrate Doug Jones. Ceci affaiblit sa crédibilité de stratège politique aux États-Unis, mais Bannon reporte son attention vers d'autres pays : il dit vouloir devenir « l'infrastructure, à l'échelle mondiale, du mouvement populiste mondial ». Il soutient de nombreux politiques conservateurs populistes nationaux dans le monde. Après avoir soutenu le Brexit via Cambridge Analytica, il tente de créer un réseau de groupes d'extrême droite et de nationalistes économiques anti-européens qui s'opposent ou pourraient s'opposer à l'Union européenne et à ses États-membres, via sa nouvelle organisation, qu'il baptise The Movement, fondée à Bruxelles en 2017 avec le soutien de Mischaël Modrikamen (chef du Parti populaire belge),.
Le 1er juillet 2024, il commence à purger une peine de quatre mois à la prison de Danbury pour entrave aux prérogatives d'enquête du Congrès concernant l'assaut contre le Capitole du 6 janvier 2021.

## Éléments de biographie

### Naissance et origines
Steve Bannon naît dans une famille modeste d'origine irlandaise, qui soutient John Kennedy. Syndicaliste, son père travaille comme poseur de lignes électriques dans une entreprise de distribution d'électricité,.

### Études
Il fait ses études secondaires dans une académie militaire catholique, où il reçoit une éducation stricte. Il obtient une licence en urbanisme à Virginia Tech en 1976 où il avait été élu président des étudiants. Il est aussi titulaire d'une maîtrise en études de sécurité nationale délivrée par l’université de Georgetown.

### Officier de la marine américaine puis retour à l’université
Ses études achevées, Steve Bannon s'engage dans l'United States Navy, où il est jeune officier, notamment à bord du destroyer USS Paul F. Foster (en) dans la flotte du Pacifique. Observant l'humiliation de l'armée américaine en Iran à la fin des années Carter, il perd ses convictions démocrates,. Il quitte la Navy après quelques années.
Il retourne à l'université, dans la prestigieuse Harvard Business School, où il obtient à l'âge de 30 ans (en 1983) un MBA avec distinction.

## Parcours professionnel et politique

### Carrière dans les affaires et les médias
Bien que n'ayant pas de formation dans ce domaine, Steve Bannon commence sa carrière à Wall Street en 1985 chez Goldman Sachs, dans le département des fusions et acquisitions. Il y est promu vice-président environ trois ans plus tard. En 1987, il déménage de New York à Los Angeles pour aider Goldman à étendre sa présence dans l'industrie du divertissement, ce qu'il fait durant deux ans.
En 1990, avec plusieurs de ses collègues de Goldman Sachs, il fonde Bannon & Co, une banque d'investissements qui se spécialise dans le financement de médias. Par son truchement, Bannon négocie la vente de Castle Rock Entertainment à Ted Turner. En guise de paiement, Bannon & Co accepte une participation dans cinq shows télévisés, comprenant Seinfeld.
Steve Bannon commence sa carrière dans le cinéma en 1991, en tant que producteur exécutif du film The Indian Runner, première réalisation de Sean Penn.
En 1993, alors qu'il dirige encore Bannon & Co, Steve Bannon est désigné directeur gérant du projet de recherche Biosphère II à Oracle, petite ville de l'Arizona. Sous sa direction le projet fait passer sa priorité de « la recherche sur l'exploration et la colonisation de l'espace » vers « la pollution et le réchauffement climatique ». Il quitte le projet en 1995,.
La Société générale fait l'acquisition de Bannon & Co en 1998. Après cette vente, Bannon devient producteur exécutif à Hollywood. Il produit en 1999 le film Titus, avec Anthony Hopkins. Il est ensuite partenaire de Jeff Kwatinetz (en), un acteur de l'industrie du divertissement, via la société « The Firm Inc. », une société de gestion de films pour le cinéma, et de documentaires de télévision, à tendance conservatrice selon le journaliste américain J. Green (2017).
En 2004, Steve Bannon réalise un documentaire à la gloire de Ronald Reagan intitulé In the Face of Evil. Au cours de la réalisation du film, il fait la connaissance de l'universitaire Peter Schweizer et de l'éditeur Andrew Breitbart. Au cours des années qui suivent, il réalise plusieurs autres documentaires, dont The Undefeated, une hagiographie de Sarah Palin , gouverneur de l'Alaska de 2006 à 2009 et colistière de John McCain à l'élection présidentielle de 2008,.
De 2007 à 2011, Steve Bannon est le directeur et chef exécutif de Affinity Media.
De mars 2012 à août 2016, il est le président exécutif de Breitbart News LLC, la société mère du média Breitbart News classé à l'extrême droite,, et qui se caractérise par des successions d'attaques contre le couple Clinton et par des positions anti-immigration. Andrew Breitbart le décrit comme le « Leni Riefenstahl du mouvement Tea Party ».
Il est également le président exécutif et cofondateur du « Government Accountability Institute » (financé par la famille Mercer, comme Bretbart. Il y contribue notamment à orchestrer la publication du livre Clinton Cash,.
Steve Bannon est aussi animateur de l'émission de radio d'extrême droite Breitbart News Daily diffusée sur un canal radio de Sirius XM.
En 2015, Steve Bannon est classé no 19 sur la liste Mediaite des « 25 personnes les plus influentes dans les médias d'information politiques » américains.
Comme membre du conseil d'administration de l'officine d'influence politique Cambridge Analytica, il contribue à ce que ses méthodes d'analyse, de profilage, d'intelligence artificielle et de propagande puissent favorablement influencer l'élection de Donald Trump, puis le référendum sur le Brexit. Avant l'élection de 2020 et l'attaque du 6 janvier sur le Congrès, Bannon croyait ou affirmait qu'un “Mouvement Maga” de partisans de Trump "pourrait gouverner pendant cent ans", après avoir battu ce qu'il appelait « le parti unique » (« Maga » est l'acronyme de « Make America Great Again », le slogan politique de Trump, repris à Reagan).
Bannon coanime le podcast War Room: Impeachment (2019), puis War Room: Pandemic (2020), depuis Capitol Hill et lance la version francophone, à l'occasion de l'élection présidentielle française de 2022 ; en vue de ce scrutin, il considère la potentielle candidature d'Éric Zemmour comme un « phénomène intéressant ».

### Collaborateur et stratège de Donald Trump

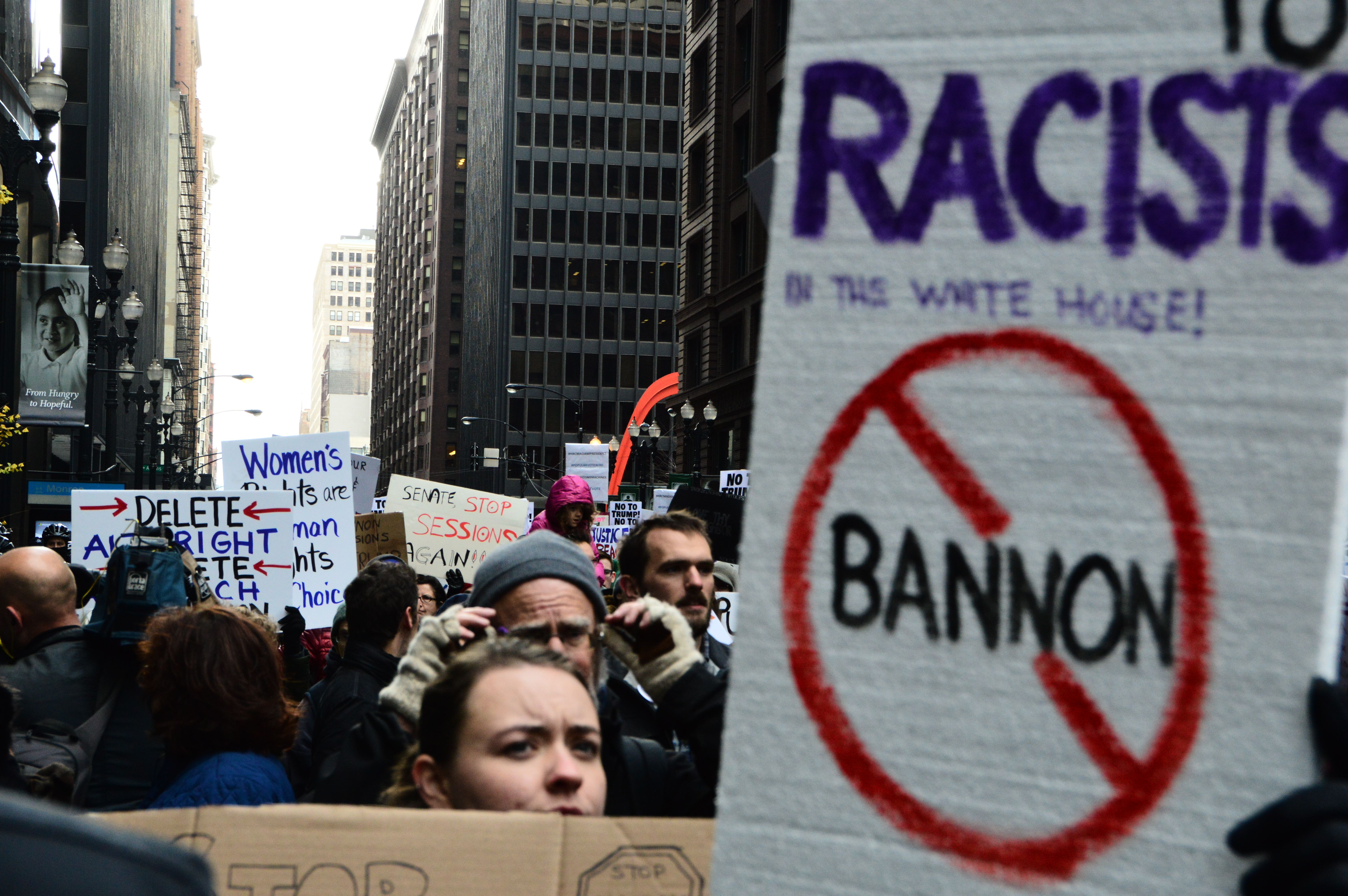
Manifestations contre la nomination de Bannon.

Le 17 août 2016, Donald Trump l'engage au poste de chef exécutif de sa campagne électorale pour la présidence des États-Unis,,,, remplaçant Paul Manafort.
Bannon cofonde le « Government Accountability Institute » (GAI), créé avec Robert Mercer. Bannon en est le directeur exécutif, et Mercer apporte 2 millions de dollars pour le lancer, en y plaçant sa fille Rebekah Mercer au conseil d'administration). Avec cet « Institut », R. Mercer et S. Bannon créent une nouvelle forme de journalisme d'investigation, dirigé contre leurs « ennemis » (la gauche et les environnementalistes).
Bannon est aussi l'ancien président de Breitbart News LLC, la société mère de Breitbart News, également créé avec l'argent de Robert Mercer. Il quitte Breitbart pour prendre ses nouvelles fonctions,. Après l'élection de Donald Trump à la présidence son nom est annoncé comme candidat possible au poste de chef de cabinet de la Maison-Blanche.
Le 13 novembre 2016, le président élu Donald Trump crée un nouveau poste spécialement pour Bannon : « Haut conseiller et chef de la stratégie » de la Maison-Blanche, soit conseiller du président des États-Unis.
Deux mois après, le 28 janvier 2017, Trump nomme Bannon au Conseil de la sécurité nationale, une décision qui suscite de fortes critiques, tant de la part du Parti républicain que du Parti démocrate. Un peu plus de deux mois plus tard (le 5 avril 2017), la Maison-Blanche annonce que Bannon ne fait plus partie du Conseil de sécurité nationale. Une semaine plus tard, après que la presse eut rapporté des divergences de vues récurrentes entre Bannon et Jared Kushner, gendre et autre conseiller du président, elle fait état d'une interview donnée au New York Post par Trump au cours de laquelle ce dernier annonce prendre ses distances avec Bannon.
En mai-juin 2017, Bannon réussit néanmoins à convaincre Trump de sortir les États-Unis de l'accord de Paris sur le climat. Depuis le début de la présidence de Donald Trump, il fait partie de l'aile nationale-populiste du cabinet présidentiel, « qui se méfi[e] d'un interventionnisme excessif » à l'étranger et pour qui « l'essentiel est de défendre les intérêts de l'Amérique de manière sourcilleuse, sans céder aux logiques contraignantes des organisations internationales », s'opposant notamment à l'aile interventionniste qui plaide pour une méthode inspirée de Ronald Reagan et d'une autre, plus modérée, défendue par les conseillers Ivanka Trump et Jared Kushner. Deux mois plus tard, selon The Daily Beast, Bannon appuie les efforts d'Erik Prince, dont il est proche, cherchant à convaincre le Pentagone de faire appel à sa société de mercenaires Blackwater pour fournir des troupes destinées à renforcer le contrôle américain en Afghanistan.
Cette même année 2017, le nom et l'implication de Bannon apparait plusieurs fois dans l'émergence du scandale alors dit Cambridge Analytica. On savait depuis juillet 2015, que Cambridge Analytica avait joué un rôle dans les primaires présidentielles du Parti républicain américain de 2016, mais l'information n'avait pas eu d'effets apparents sur l'administration Trump. Dans ce contexte, David Caroll (lanceur d'alerte) (Professeur agrégé de droit et spécialiste dans le domaine du design de l'information à l'université de New York) avait néanmoins officiellement demandé à Cambridge Analytica de lui fournir le « dossier » qu'elle détient sur lui (et faute de réponse satisfaisante, il poursuivra Cambridge Analytica en justice, espérant « obtenir de la justice britannique l'intégralité de ces informations afin de mieux comprendre les conclusions auxquelles cette société a abouti à mon sujet et comment elle a pu s'en servir »). Plusieurs grands journaux ont entamé des enquêtes, basées sur les révélations et preuves apportées par plusieurs lanceurs d'alerte, qui révèlent et confirment que Cambridge Analytica, officine basée au Royaume-Uni (mais crée par Bannon et le groupe SCL et financée par Mercer) a réussi à pirater, sans grandes difficultés, les données personnelles d'au moins 87 millions d'internautes, via leurs comptes Facebook. Ce travail d'enquête montre que ces données, croisées avec d'autres (registres électoraux notamment) ont servi à la création de profils individuels psychologiques et politiques, dont on apprendra en 2018 qu'ils ont été compilés et secrètement traités au Canada par la société-sœur de Cambridge Analytica (AggregateIQ), au moyen d'une intelligence artificielle baptisée « RIPON » conçue pour produire des messages et publicités électorales personnalisés, à même de manipuler le comportement de certains électeurs, de manière à significativement favoriser les votes pro-Trump, et mieux cibler et influencer les donateurs les plus à même de financer sa campagne politique,. La même méthode a ensuite été utilisée pour soutenir les parti pro-Brexit anglais, et influencer les votes lors du référendum qui conduira au Brexit, puis au moins une vingtaine d'autres élections dans le monde (dont en Inde) ont été ainsi manipulées. La presse avait déjà révélé fin 2015 que Cambridge Analytica avait fourni une assistance analytique informatisée aux campagnes présidentielles de 2016 de Ted Cruz et Donald Trump. Le rôle de Bannon dans cette affaire est connexe de celui de Robert Mercer (milliardaire et expert en intelligence artificielle, qui a notamment financé le média très conservateur Breitbart, puis créé et contrôlé à la fois Aggregate IQ et Cambridge Analytica,, puis la première campagne de D. Trump).
Le 18 août 2017, la porte-parole de la Maison-Blanche annonce que « le secrétaire général de la Maison-Blanche John Kelly et Steve Bannon se sont mis d'accord sur le fait qu'aujourd'hui serait le dernier jour de Steve,,,,, ». L'une des raisons invoquées par les commentateurs est que moins d'une semaine plus tôt, à la suite d'une réponse faible de Trump, la manifestation « Unite the Right » de nationalistes blancs à Charlottesville, avait dégénéré en violences, tuant un contre-manifestant. Et alors que les membres des deux partis politiques condamnaient la haine et la violence des nationalistes blancs, des néonazis et des militants de droite, le New York Times notait que Trump « était la seule figure politique nationale à reprocher la « haine, le sectarisme et la violence » ayant entraîné la mort d'une personne à « plusieurs camps » »,. La décision de cette déclaration aurait été prise par Steve Bannon en tant que stratège en chef de la Maison-Blanche. L'organisation de défense des droits civiques NAACP publie alors une déclaration affirmant que, bien qu'elle « reconnaît et apprécie le désaveu du président Trump de la haine qui a entraîné la perte d'une vie aujourd'hui », elle demande à Trump « de prendre une mesure tangible en retirant Steve Bannon - un leader suprématiste blanc bien connu - de son équipe de conseillers. » La déclaration décrit Bannon comme un « symbole du nationalisme blanc » qui « stimule ce sentiment » grâce à son poste actuel à la Maison-Blanche.
Son départ est également réclamé par différentes associations, par des commentateurs et des personnalités politiques aussi bien démocrates que républicaines, tels que l'éditorialiste en vue William Kristol (républicain), le consultant Roger Stone (républicain), l'auteur David French (républicain) et la chroniqueuse Jennifer Rubine (républicaine), les représentants républicains Peter King et Ileana Ros-Lehtinen, les démocrates Nancy Pelosi et Ted Lieu ainsi que plus de 70 élus démocrates ayant signé une résolution de la Chambre des représentants demandant instamment au président de révoquer « tous les conseillers qui l'ont pressé de satisfaire les mouvements suprémacistes blancs ».
Bannon déclarera plus tard n'avoir pas été limogé mais qu'il avait au contraire soumis sa démission dès le 4 août. Rappelant qu'il avait rejoint la campagne présidentielle le 14 août 2016, il dit « avoir toujours prévu de rester un an », mais qu'il était resté quelques jours de plus à cause de la manifestation Unite the right. Selon d'autres sources, le chef de cabinet John F. Kelly aurait demandé à Bannon le 18 août de remettre sa démission à effet immédiat sous peine d'être renvoyé. Le même jour le site Breitbart annonce que Bannon réintègre son poste de président exécutif au sein de l'organisation tandis que Bannon déclare « je quitte la Maison-Blanche et je pars au combat pour Trump et contre ses opposants - au Capitole, dans les médias et dans le monde des affaires ».

## Après son limogeage de la Maison-Blanche

### Prises de position
Lors d'un entretien accordé à CBS News, Steve Bannon, de confession catholique, explique au sujet du débat en cours sur le statut DACA que l'attitude de l'Église catholique — qui s'oppose à la volonté de Trump et des hommes politiques conservateurs d'abolir les dispositions en cause — est lamentable. Il explique l'attitude de l'Église par le fait qu'« elle a besoin d'immigrants illégaux pour remplir ses églises » et qu'elle a donc « un intérêt économique à ce que se produise une immigration illégale illimitée ». Interrogé sur ces propos, le cardinal Timothy Dolan répond qu'ils sont « absurdes » et « insultants ».

### Publications et déclarations
La publication du livre Le Feu et la Fureur : Trump à la Maison-Blanche, dans lequel Bannon accuse de trahison le fils de Donald Trump pour avoir rencontré une avocate russe dans le but d'obtenir des informations compromettantes sur Hillary Clinton, semble marquer la rupture définitive de ses relations avec le Président américain. Dans un communiqué publié par la Maison-Blanche, ce dernier explique que « Steve n'a eu qu'un rôle très limité dans [sa] victoire », et accuse Bannon d'avoir « perdu la raison ». Le 5 janvier 2018, la milliardaire Rebekah Mercer annonce que sa famille retire tout soutien financier à Bannon et se range du côté de Donald Trump. Le sénateur Mitch McConnell et d'autres personnalités politiques républicaines se réjouissent ouvertement de la disgrâce de Bannon, qu'ils voyaient comme une menace pour les élections de mi-mandat et le maintien d'une majorité républicaine au Congrès en raison de ses menaces de mettre à mal l'establishment républicain. Le 7 janvier 2018, Steve Bannon présente des excuses pour avoir critiqué la famille du président et explique que ses reproches s'adressaient en fait à Paul Manafort et non à Donald Trump Jr. Deux jours après, la PDG du groupe Breitbart annonce le départ de Bannon de la direction de Breitbart News, poste qu'il avait repris après avoir quitté ses fonctions à la Maison-Blanche.

### Fondation deThe Movement
En juillet 2018, les médias se font l’écho de l'intention de Steve Bannon de développer la fondation Le Mouvement, créée à Bruxelles par Mischaël Modrikamen, afin de regrouper les mouvements populistes et nationalistes d'extrême droite en Europe. Il déclare s'inspirer de la fondation de George Soros, avec laquelle il entend rivaliser. Il imagine Nigel Farage et Marine Le Pen jouer un rôle majeur dans la mise sur pied d'un groupe parlementaire européen qui abriterait ces partis et d'autres encore. Des réactions mitigées s’expriment dans plusieurs partis populistes ou d'extrême droite européens,. Selon Tim Gosling du Foreign Policy, Bannon n'a qu'une connaissance limitée des réalités internes de l'Union européenne, en particulier dans les ex-pays de l'Est : ainsi, son message qui prône le protectionnisme économique risquerait-il de mal passer dans des pays dont le PIB est très dépendant de leurs exportations.
Steve Bannon annonce avoir rencontré ou échangé avec plusieurs personnalités politiques, comme Boris Johnson et Jacob Rees-Mogg (Royaume-Uni), Jérôme Rivière (France), Mischaël Modrikamen et Filip Dewinter (Belgique),. Le 7 septembre 2018, il est reçu par le ministre de l’Intérieur italien et secrétaire fédéral de la Ligue, Matteo Salvini, qui à cette occasion se dit intéressé par Le Mouvement et prêt à travailler avec Steve Bannon. Le dirigeant du Parti pour la liberté néerlandais Geert Wilders annonce partager la même position.
Début novembre 2020, Facebook, sur dénonciation du groupe Avaaz.org, bloque un réseau de désinformation détenu par Steve Bannon et des associés, ses pages étant suivies par environ 2,4 millions d'utilisateurs. Presque au même moment, le compte Twitter de Bannon est définitivement suspendu après qu'il eut suggéré que l'expert fédéral en maladies infectieuses Anthony Fauci soit exécuté, de même que Christopher A. Wray (nommé Directeur du FBI par le président Donald Trump, le 2 août 2017 en remplacement de James Comey, limogé le 9 mai précédent).

### Salut nazi au CPAC
En février 2025, lors de la Conservative Political Action Conference, il fait un salut nazi pour clôturer la première journée de la conférence en présence des conservateurs du monde entier.

## Affaires judiciaires
Bannon est ou a été confronté à la justice pour fraude présumée ; outrage au Congrès ; et violence conjugale, et son nom est apparu plusieurs fois dans les enquêtes faites par des juridictions extra-américaines (britannique et canadienne) sur le scandale Scandale Facebook-Cambridge Analytica/AggregateIQ, mais sans qu'il soit poursuivi.

### Accusation de détournement de fonds et de malversations financières
Le 20 août 2020, alors qu'il se trouve sur le yacht d'un ami dans le Long Island Sound au large du Connecticut, Steve Bannon est arrêté (avec trois autres personnes) pour des accusations fédérales de blanchiment d'argent et de complot en vue de commettre une fraude postale dans le cadre de la campagne de collecte de fonds We Build the Wall ; sur instruction d'Audrey Strauss, procureure fédérale de Manhattan. Il est arrêté par des policiers de l'United States Postal Inspection Service et des membres de l'équipe de la procureure, aidés par l'US Coast Guard,.
Inculpé de détournement de fonds et de malversations financières, l'ancien conseiller de Donald Trump est formellement accusé d'avoir détourné avec trois autres personnes, dont Brian Kolfage (en), des dons versés à l'association We Build The Wall (en) censée contribuer à la construction d'un mur entre les États-Unis et le Mexique. Dans la soirée, menotté et masqué, Bannon comparaît lors d'une première audience par visioconférence face à un juge de Manhattan qui lui notifie les raisons de son arrestation. Libéré contre une caution de 5 millions de dollars, son procès est fixé au 24 mai 2021. Il encourt alors jusqu'à 20 ans de prison,. Banon décide avec ses avocats de plaider non-coupable, mais le 19 janvier 2021, il est gracié par le président Donald Trump, à la veille de son départ de la Maison-Blanche, ce qui lui évite in extremis un procès fédéral.
Cependant, les grâces fédérales, aux États-Unis, ne couvrent pas les infractions de l'État. En septembre 2022, Bannon est donc à nouveau inculpé devant la Cour suprême de New York pour fraude, blanchiment d'argent et complot en lien avec la campagne « Nous construisons le mur »,. L'idéologue américain d'extrême droite et ancien conseiller de Donald Trump, plaide coupable, le 11 février 2025 à New York, d'un détournement de fonds pour la construction du mur antimigrants séparant les États-Unis et le Mexique et est condamné à trois ans de liberté conditionnelle.

### Affaire de l'assaut du Capitole par des partisans de Donald Trump
En 2022, la commission d'enquête parlementaire américaine sur l'assaut contre le Capitole du 6 janvier 2021, mise en place sous le 117e Congrès, émet un subpoena en demandant à Steve Bannon de témoigner et de produire des documents sur les échanges qu'il a eu avec Donald Trump les jours précédant l'attaque. Steve Bannon refuse de collaborer avec les enquêteurs, arguant du droit des présidents à garder certaines conversations secrètes. Contrairement à plusieurs autres personnes impliquées, il refuse de comparaître tout en plaidant le cinquième amendement. Il est pour cela inculpé d'« entrave aux prérogatives d'enquête du Congrès ».
Le 22 juillet 2022, à Washington, le jury d'un tribunal fédéral conclut à sa culpabilité pour deux chefs d'inculpation. Le 21 octobre de la même année, il est condamné à quatre mois de prison mais annonce faire appel. La sentence est confirmée après la consultation de la cour d'appel de Washington DC et la Cour suprême refuse de se saisir de l'affaire. Bannon, qui se considère comme un prisonnier politique, purge sa peine du 1er juillet au 29 octobre 2024 dans la prison de Danbury (Connecticut).

### Accusation de violence conjugale
En février 1996, il est accusé de violence conjugale par sa seconde épouse qui l'accuse de l'avoir maltraitée dans leur maison. Il est alors inculpé pour faits de violences familiales et pour avoir tenté d'empêcher un témoignage en sa défaveur.
L'affaire est cependant abandonnée lorsque son épouse ne comparaît pas au tribunal. Dans les minutes du procès, elle déclare ensuite que son conjoint lui a ordonné de quitter la ville pour ne pas avoir à témoigner,,.

## Relations humaines
Bannon semble avoir été une personnalité clivante, en politique comme avec ses collègues de travail.
- Certains employés, anciens ou encore en poste en 2016, ont loué son leadership, le décrivant comme généreux, loyal, attentionné et solidaire, et comme quelqu'un qui ne faisait pas payer ses dépenses personnelles par l'entreprise ou d'autres et des membres du personnel anciens et actuels, dont trois femmes le décrivant comme capable d'apporter une aide financière pour des membres du personnel dans le besoin[96].

- d'autres le dépeignent très différemment : interrogé par Frontline, Ben Shapiro qui a été rédacteur en chef de Breitbart News sous les ordres de Bannon, dit qu'il essayait d'éviter d'interagir avec Bannon par peur d'avoir à faire à son mauvais côté. Selon Shapiro Bannon hurlait et injuriait le personnel de Breitbart News[97],[98], se comportant en homme « méchant », connu pour « agresser verbalement de supposés amis et menacer des ennemis »[96]. Certains de ceux qui ont travaillé avec lui l'ont décrit comme « égocentrique » voire « purement machiavélique »[99], d'autres employés de Breitbart, ont expliqué à Politico que Bannon aimait rabaisser les employés en se moquant de leur intelligence et en laissant entendre qu'ils étaient des « créatures remplaçables et de faible durée de vie » ou en utilisant des commentaires inappropriés et sexuellement chargés. Kurt Bardella (ancien porte-parole de Breitbart) le décrit « comme le dictateur de Breitbart ». On le présente aussi comme un « génie maléfique »[96] et auparavant il a fait l'objet d'allégations de discrimination sexuelle[100] et de harcèlement sexuel[101]. Plusieurs employés ayant quitté Breitbart ont en outre affirmé que l'entreprise freinait leur départ, puis que Bannon avait tenté de saboter leurs futures embauches[96].
Dans ses mémoires, Jared Kushner (conseiller principal de la Maison Blanche), évoque une relation abrasive avec Bannon, qui a notamment menacé de le « casser en deux » après que Kushner eut accusé Bannon d'avoir divulgué des informations à la presse[102],[103], Kushner ajoutant : « Bannon à lui seul m'a causé plus de problèmes que n'importe qui d'autre pendant mon séjour à Washington. Il a probablement divulgué et menti à mon sujet plus que tous les autres réunis »[103].

Après n'avoir payé qu'une partie de la facture de 850 000 $ facturée par le cabinet d'avocats (Davidoff, Hutcher & Citron LLP) qui l'a représenté dans l'affaire d'outrage au Congrès, pour avoir défié l'assignation à comparaître du comité du 6 janvier, et dans une affaire de fraude, le cabinet d'avocats a poursuivi Bannon. En juillet 2023, il a été condamné à payer le solde restant.

## Idées et influences

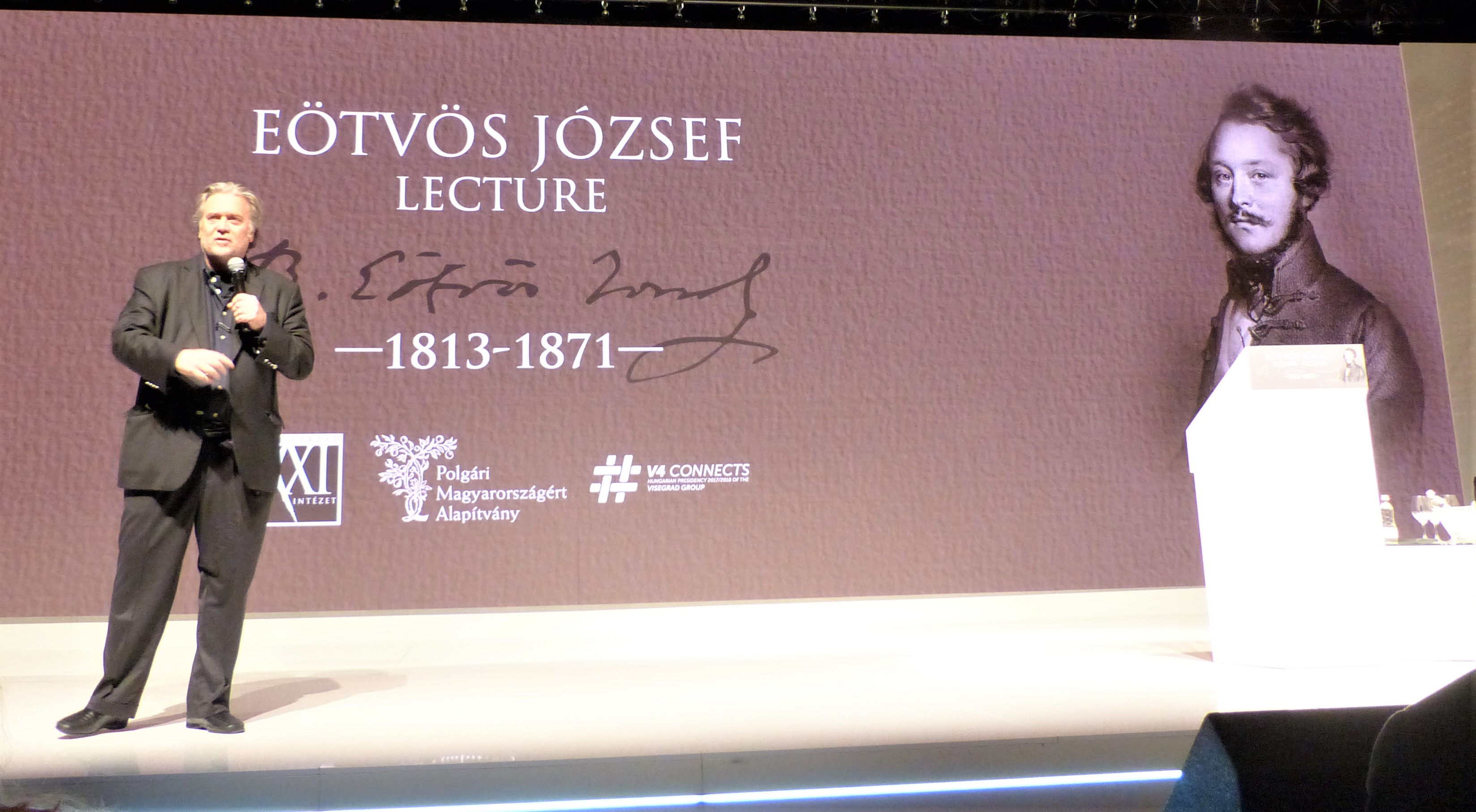
Steve Bannon en mai 2018.

Durant la crise financière mondiale de 2007-2008, Bannon dit avoir été frappé par l'impact de la crise sur une grande partie des Américains dont son père qui perd ses économies. Il se dit scandalisé par l'irresponsabilité du monde financier et le sauvetage des grandes banques par l'administration Obama alors que la classe moyenne est durement touchée par la crise des subprimes et doit faire face aux expulsions. Il rejoint alors le mouvement des Tea Party, dont il devient le représentant idéologique le plus en vue. Selon Laure Mandeville, « c'est à cette époque que lui vient sa volonté de « nettoyer le marigot » washingtonien, qu'il voit comme un véritable système de corruption gouvernementale ». Il se pose en défenseur « du pays profond ».
Il se dit opposé aux idées libérales de l'école de Chicago. Préconisant la création d'un impôt sur les plus riches, il milite pour une baisse des impôts en faveur des entreprises et des classes moyennes. Au nom de la protection des ouvriers américains et pour relancer l'industrie manufacturière, il est pour la mise en œuvre d'un protectionnisme qui favorise davantage les États-Unis, position qui le met en porte à faux tant avec les républicains que la majorité des hommes politiques démocrates.
Il se considère lui-même comme un conservateur et un « nationaliste économique »,,. Évoquant son rôle au sein de Breitbart, Bannon explique : « Nous nous voyons nous-mêmes comme virulemment anti-establishment, en particulier contre la classe politique permanente. »
Sur les questions de politique internationale, il souhaite une politique étrangère moins interventionniste sans pour autant tomber dans une position strictement isolationniste comme l'indiquent ses déclarations marquées contre l'Iran et l'accord nucléaire iranien, contre l'islam radical et contre la Chine.
Dans le New York Times, en 1997, Michael Lind montre que S. Bannon n'hésite pas à reconstruire l’histoire américaine en s'appuyant sur des pseudosciences et les prophécies de deux historiens amateurs, Neil Howe (en) et William Strauss (en), voulant que la Nation américaine serait soumise à des cycles inévitables et nécessaires de 80 à 100 ans, passant chacun par 4 étapes s'étendant chacune sur environ une génération ou vingt ans. Dans chaque cycle le pays passerait d'une période stable et prospère à une période instable et décadente jusqu'à une crise finale qui relance ce cycle ; une théorie (théorie générationnelle de Strauss-Howe) qu'ils ont publié dans un essai : The Fourth Turning: What the Cycles of History Tell Us About America’s Next Rendezvous with Destiny. La crise financière marquerait ainsi l'arrivée de l'hiver au terme duquel un nouveau cycle séculaire est censé commencer. Le début d'un nouveau cycle ne pourrait toutefois pas avoir lieu sans conflits de forte intensité. En 2017, le fait que Bannon ait validé cette théorie tout en ayant l'oreille du président des États-Unis inquiète certains observateurs,. Il admire Ronald Reagan, à qui il a consacré un documentaire hagiographique. Il se déclare influencé par la doctrine du nationalisme intégral de Charles Maurras.
Il cite régulièrement Le Camp des saints, un roman de fiction apocalyptique de Jean Raspail racontant l'invasion de la France par une multitude de migrants. Au sujet de la crise migratoire en Europe, il déclare en octobre 2015 sur Breitbart News que « l'Europe centrale et de l'Est a quasiment subi une invasion du type Camp des saints ». En janvier 2016, il ajoute que « le problème de l'Europe, c'est l'immigration. C'est aujourd'hui un problème mondial, un Camp des saints généralisé ».
Steve Bannon est un fervent soutien de plusieurs personnalités ou mouvements de droite populiste radicale et d'extrême droite en Europe, en Asie et en Amérique latine tels que le Front national, le Parti pour la liberté néerlandais, l'Alternative pour l'Allemagne, le Parti de la liberté d'Autriche, ainsi que le Parti pour l'indépendance du Royaume-Uni britannique, les partis italiens Ligue du Nord et Frères d'Italie,, le Fidesz de Hongrie, les Démocrates de Suède, l'Union démocratique du centre suisse, les partis belges Vlaams Belang et Parti populaire, le parti des Vrais Finlandais, le parti espagnol Vox, le Likoud israélien, le gouvernement de Narendra Modi en Inde ainsi que le candidat brésilien à la présidentielle Jair Bolsonaro, qu'il conseille pour la propagation de fake news sur les réseaux sociaux. Selon lui, ces mouvements de droite plus ou moins radicales, auxquels il ajoute Vladimir Poutine en Russie, Xi Jinping en Chine, Shinzō Abe au Japon, Recep Tayyip Erdoğan en Turquie, Mohammed ben Salmane en Arabie saoudite, Donald Trump aux États-Unis, Rodrigo Duterte des Philippines ainsi que les dirigeants d'Égypte, de Pologne et de Corée du Sud, illustrent le basculement du monde vers plus de nationalisme,,.
Invité en mars 2018 à participer au congrès du Front national, il prononce un discours où il s'en prend aux journalistes, qu'il qualifie de « chiens » et de « parti médiatique d’opposition », et déclare aux militants présents : « Vous faites partie d'un mouvement qui est plus grand que l'Italie, plus grand que la Pologne, plus grand que la Hongrie. […] Vous vous battez pour votre liberté ? Ils vous traitent de xénophobes. Vous vous battez pour votre pays ? On vous appelle « racistes ». Mais les temps de ces paroles dégueulasses sont finis. Laissez-les vous appeler racistes, xénophobes, islamophobes. Prenez ça comme un compliment parce que chaque jour qui passe nous devenons plus forts, et eux s’affaiblissent. […] L'histoire est de notre côté et nous propulsera de victoire en victoire. » Il exprime également son admiration pour Marion Maréchal, qu'il avait déjà qualifiée de « nouvelle étoile montante de l'extrême droite » en 2016,.
Bannon dit s’opposer à l’idéologie du nationalisme blanc et considérer les nationalistes ethniques comme des « losers ».
À la mi-mai 2019, il s'installe à Paris, à l’hôtel Bristol, pour observer les élections européennes, et conseiller « de manière informelle » selon ses dires, le Rassemblement national de Marine Le Pen, suscitant les protestations de La République en marche et du MoDem qui y voient « une atteinte à la souveraineté de l'élection ». Le Conseil supérieur de l'audiovisuel (CSA) décide de décompter le temps de parole de Steve Bannon de celui de la liste du Rassemblement national menée par Jordan Bardella.
Joshua Green, journaliste qui connait personnellememnt S Bannon, a analysé les idéologies et les contradictions : dans une perspective durkheimienne, il le qualifie de « mystagogue politique », l'équivalent d'un devin d'autrefois, mais faisant appel à la pensée magique dans notre époque où « à des degrés divers, il offre à ses disciples une vision mystique du monde. (...) un élément central de la dynamique entre l’hôte et l’auditeur est le même que ce que, selon O’Keefe [auteur d'une théorie sociale de la magie], est la dynamique centrale de la magie : la défense de soi contre la société. Cette perspective théorique ouvre une nouvelle façon d'appréhender certains mouvements politiques tout en mettant en lumière les phénomènes dangereux de personnalisation ». Selon Green, au moment de la campagne pour D. Trump, Bannon était très influencé par plusieurs penseurs anti-modernistes, dont le métaphysicien et occultiste René Guénon (dont Bannon a dit qu'il avait « changé sa vie »), le théoricien fasciste et occultiste italiens Julius Evola (lui-même également influencé par Guénon), et le théoricien fasciste et occultiste russes Alexander Dugin (influencé par Guénon et par Evola). Selon Green, Bannon a repris 3 principes de Guénon : (1) le temps est cyclique, (2) l’Occident est au milieu du gué d’un temps de déclin spirituel de 6 000 ans durant lesquels « la tradition » est lentement oubliée, et (3) pour un renouveau spirituel, un groupe d’élites doit se convertir pour diffuser le message ; Bannon serait attiré par ces auteurs car ils associent une perte de tradition à une décadence civilisationnelle en cours. Comme Trump, dans les principes et politiques qu’il promeut, Bannon ne craint pas les contradictions : il accepte l’État-nation, la république représentative et le capitalisme industrialisé, mais promeut aussi un retour à un mythique spiritualisme chrétien médiéval. Il s'oppose à la mondialisation, mais, par ex. proche du milliardaire Robert Mercer, il soutient le système économique qui l'a mis en place. Toujours selon Green, comme libertarien de droite, il soutient le concept catholique de subsidiarité (tout problème politiques devrait être traitée par « l’autorité la plus basse et la moins centralisée qui puisse le gérer de manière responsable… », tout en appelant à une armée forte et à une ingérence de l’État dans le commerce international, avec en particulier un contrôle fort voire une lutte contre l'immigration (« Vous devez contrôler trois choses : les frontières, la monnaie et l’identité militaire et nationale » dit Bannon. Interviewé par la BBC, il explique que pour lui, l'économie du libre-échange est associée à des migrations massives qui affaiblissent la « chrétienté occidentale » et sa « souveraineté », ce qui profite notamment à la Chine. Dans les années 2010, il reprend à son compte la théorie d'une élite mondialiste libérale qui pousserait à une migration massive et au libre-échange pour diminuer les salaires et s’enrichir, au détriment de l'industrie des États-Unis et du traditionalisme chrétien. Il évoque souvent l'Histoire qui, — selon lui — révèle des valeurs du Moyen Âge occidental chrétien à retrouver, et qui montrerait que l'ordre international onusien de l’après-Seconde Guerre mondiale est un échec, et qu'il faudrait donc revenir à un nationalisme, et complètement réorganiser l'économie mondiale pour notamment que l’Occident ne soit plus « tributaire » de la Chine. Bannon désigne comme obstacle à ces changements une classe d’élites mondialistes de plus en plus corrompue et traitre aux valeurs occidentales, depuis la Grande Récession où elle aurait abandonné les citoyens de la classe moyenne, une théorie qu'il présente en 2010 dans son film Generation Zero.
Bannon soutient également l'idée controversée d'un troisième mandat pour Trump, malgré les limitations constitutionnelles.

### Connexion avec Jeffrey Epstein
Selon Michael Wolff Bannon a été présenté à Jeffrey Epstein (en 2017), et Epstein l'a présenté à certains de ses amis. Bannon a aussi travaillé avec Ehud Barak et l'avocat Reid Weingarten pour tenter d'améliorer l'image publique d'Epstein. Des rapports ont ultérieurement montré que Bannon aurait préparé Epstein pour une interview avec 60 Minutes, qui finalement n'a jamais eu lieu. Bannon a confirmé avoir enregistré 15 heures d'entretiens avec Epstein, mais a nié qu'il l'entraînait pour d'autres entretiens et que les images étaient destinées à un documentaire inopiné sur Epstein,,.

## Filmographie
- The Indian Runner (1991)
- Titus (1999)[143]
- In the Face of Evil: Reagan's War in Word and Deed (en) (2004)[144]
- Cochise County USA: Cries from the Border (2005)
- Border War: The Battle Over Illegal Immigration (2006)
- Locked (The Chaos Experiment) (2009)
- Generation Zero (2010)[145]
- Battle for America (2010)[146]
- Fire from the Heartland (en) (2010)[146]
- Still Point in a Turning World: Ronald Reagan and His Ranch (2011)
- The Undefeated (en) (2011)[146],[147]
- Occupy Unmasked (en) (2012)[148]
- The Hope & The Change (2012)[149]
- District of Corruption (2012)
- Sweetwater (2013)[150]
- Rickover: The Birth of Nuclear Power (2014)
- The Last 600 Meters (2015)